# Puchar Ameryki Południowej w narciarstwie alpejskim kobiet 2022
Puchar Ameryki Południowej w narciarstwie alpejskim kobiet w sezonie 2022 – zawody rozgrywane pod patronatem Międzynarodowej Federacji Narciarskiej (FIS) latem i jesienią 2022 roku. Pierwsze zawody odbyły się 5 sierpnia w argentyńskim Chapelco. Ostatnie zawody z tego cyklu zostały rozegrane 29 września tego samego roku w chilijskim ośrodku narciarskim Corralco.
Wśród kobiet Pucharu Ameryki Płd. z sezonu 2019 broniła Rosjanka Jelena Jakowiszina. Tym razem najlepsza okazała się reprezentantka Albanii Lara Colturi.

## Podium zawodów
| Lp. | Data             | Miejscowość    | Konkurencja     | 1. miejsce                | 2. miejsce                | 3. miejsce                 |
| --- | ---------------- | -------------- | --------------- | ------------------------- | ------------------------- | -------------------------- |
| 1.  | 5 sierpnia 2022  | Chapelco       | Gigant          | Lara Colturi              | Francesca Baruzzi Farriol | Sarah Schleper             |
| 2.  | 9 sierpnia 2022  | Cerro Catedral | Gigant          | Lara Colturi              | Sarah Schleper            | Francesca Baruzzi Farriol  |
| 3.  | 10 sierpnia 2022 | Cerro Catedral | Slalom          | Francesca Baruzzi Farriol | Giselle Gorringe          | María Belén Simari Birkner |
| 4.  | 11 sierpnia 2022 | Cerro Catedral | Slalom          | Lara Colturi              | Marie-Penelope Robinson   | Giselle Gorringe           |
| 5.  | 27 sierpnia 2022 | El Colorado    | Gigant          | Lara Colturi              | Francesca Baruzzi Farriol | Sarah Schleper             |
| 6.  | 28 sierpnia 2022 | La Parva       | Slalom          | Lara Colturi              | Francesca Baruzzi Farriol | Chloe Lathrop              |
| 7.  | 30 sierpnia 2022 | La Parva       | Zjazd           | Vanessa Nußbaumer         | Sabrina Maier             | Elvedina Muzaferija        |
| 8.  | 30 sierpnia 2022 | La Parva       | Zjazd           | Sabrina Maier             | Vanessa Nußbaumer         | Elvedina Muzaferija        |
| 9.  | 31 sierpnia 2022 | La Parva       | Supergigant     | Tricia Mangan             | Lara Colturi              | Elvedina Muzaferija        |
| 10. | 31 sierpnia 2022 | La Parva       | Supergigant     | Tricia Mangan             | Lara Colturi              | Elvedina Muzaferija        |
| 11. | 1 września 2022  | La Parva       | Superkombinacja | Lara Colturi              | Francesca Baruzzi Farriol | Matilde Pinilla            |
| 12. | 12 września 2022 | Cerro Castor   | Gigant          | Sara Hector               | Lisa Nyberg               | Estelle Alphand            |
| 13. | 13 września 2022 | Cerro Castor   | Gigant          | Hilma Lövblom             | Lisa Nyberg               | Hanna Aronsson Elfman      |
| 14. | 14 września 2022 | Cerro Castor   | Slalom          | Hanna Aronsson Elfman     | Charlotta Säfvenberg      | Chiara Pogneaux            |
| 15. | 15 września 2022 | Cerro Castor   | Slalom          | Chiara Pogneaux           | Hanna Aronsson Elfman     | Lara Della Mea             |
| 16. | 27 września 2022 | Corralco       | Zjazd           | Malin Sofie Sund          | Florencia Aramburo        | Sofía Bogni Barry          |
| 17. | 28 września 2022 | Corralco       | Zjazd           | Malin Sofie Sund          | Sofía Bogni Barry         | Jazmín Fernández           |
|     | 28 września 2022 | Corralco       | Superkombinacja | Odwołano                  | Odwołano                  | Odwołano                   |
| 18. | 29 września 2022 | Corralco       | Supergigant     | Malin Sofie Sund          | Florencia Aramburo        | Sofía Bogni Barry          |
| 19. | 29 września 2022 | Corralco       | Superkombinacja | Malin Sofie Sund          | Sofía Bogni Barry         | Florencia Aramburo         |

## Klasyfikacje
| Lp. | Zawodniczka                | Punkty |
| --- | -------------------------- | ------ |
| 1.  | Lara Colturi               | 879    |
| 2.  | Francesca Baruzzi Farriol  | 591    |
| 3.  | Malin Sofie Sund           | 400    |
| 4.  | Sofía Bogni Barry          | 357    |
| 5.  | Hanna Aronsson Elfman      | 290    |
| 6.  | Tricia Mangan              | 280    |
| 7.  | Florencia Aramburo         | 246    |
| 8.  | Giselle Gorringe           | 240    |
| 9.  | Elvedina Muzaferija        | 240    |
| 10. | María Belén Simari Birkner | 201    |

| Lp. | Zawodniczka         | Punkty |
| --- | ------------------- | ------ |
| 1.  | Malin Sofie Sund    | 200    |
| 2.  | Sabrina Maier       | 180    |
| 2.  | Vanessa Nußbaumer   | 180    |
| 4.  | Sofía Bogni Barry   | 140    |
| 5.  | Elvedina Muzaferija | 120    |
| 6.  | Lena Wechner        | 100    |
| 7.  | Anna Schilcher      | 90     |
| 8.  | Florencia Aramburo  | 80     |
| 9.  | Tricia Mangan       | 80     |
| 10. | Viktoria Bürgler    | 72     |

| Lp. | Zawodniczka               | Punkty |
| --- | ------------------------- | ------ |
| 1.  | Tricia Mangan             | 200    |
| 2.  | Lara Colturi              | 160    |
| 3.  | Elvedina Muzaferija       | 120    |
| 4.  | Malin Sofie Sund          | 100    |
| 5.  | Francesca Baruzzi Farriol | 95     |
| 5.  | Stefanie Fleckenstein     | 95     |
| 7.  | Florencia Aramburo        | 80     |
| 8.  | Sofía Bogni Barry         | 60     |
| 9.  | Matilde Pinilla           | 50     |
| 10. | Clarita Crespo            | 45     |

| Lp. | Zawodniczka                | Punkty |
| --- | -------------------------- | ------ |
| 1.  | Lara Colturi               | 345    |
| 2.  | Francesca Baruzzi Farriol  | 220    |
| 3.  | Sarah Schleper             | 200    |
| 4.  | Lisa Nyberg                | 160    |
| 5.  | María Belén Simari Birkner | 141    |
| 6.  | Hanna Aronsson Elfman      | 110    |
| 7.  | Sara Hector                | 100    |
| 7.  | Hilma Lövblom              | 100    |
| 9.  | Giselle Gorringe           | 100    |
| 10. | Clarisse Brèche            | 82     |

| Lp. | Zawodniczka               | Punkty |
| --- | ------------------------- | ------ |
| 1.  | Lara Colturi              | 274    |
| 2.  | Francesca Baruzzi Farriol | 196    |
| 3.  | Hanna Aronsson Elfman     | 180    |
| 4.  | Chiara Pogneaux           | 160    |
| 5.  | Giselle Gorringe          | 140    |
| 6.  | Marie-Penelope Robinson   | 130    |
| 7.  | Lara Della Mea            | 110    |
| 8.  | Marta Rossetti            | 90     |
| 9.  | Doriane Escané            | 85     |
| 10. | Macarena Simari Birkner   | 84     |

| Lp. | Zawodniczka               | Punkty |
| --- | ------------------------- | ------ |
| 1.  | Lara Colturi              | 100    |
| 1.  | Malin Sofie Sund          | 100    |
| 3.  | Francesca Baruzzi Farriol | 80     |
| 3.  | Sofía Bogni Barry         | 80     |
| 5.  | Florencia Aramburo        | 60     |
| 6.  | Matilde Pinilla           | 50     |
| 7.  | Clarita Crespo            | 45     |